# Theta Ursae Minoris
Désignations
Theta Ursae Minoris (θ Ursae Minoris / θ UMi) est une étoile binaire suspectée de la constellation circumpolaire boréale de la Petite Ourse. Elle est localisée à 716 ± 24 a.l. (∼ 220 pc) de la Terre et elle est visible à l’œil nu avec une magnitude apparente de 5,0. L'étoile se rapproche du Soleil avec une vitesse radiale de −25 km/s.
θ Ursae Minoris est une probable binaire spectroscopique avec deux composantes à peu près identiques. Leur spectre combiné indique un type spectral K5-III CN0.5, ce qui signifierait normalement une étoile évoluée géante rouge de type K qui monte une légère surabondance en cyanogène dans son atmosphère externe. Son rayon est estimé faire 73,5 fois celui du Soleil et elle rayonne approximativement comme 1172 Soleils. La température effective de son atmosphère externe est de 3 962 K.
La photométrie obtenue durant la mission du satellite Hipparcos montre que θ Ursae Minoris varie en luminosité de quelques centièmes de magnitude. Elle a été cataloguée sous la désignation NSV 20342 dans le New Catalogue of Suspected Variable Stars.